# Wybory parlamentarne w Austrii w 2008 roku
Wybory parlamentarne w Austrii w 2008 roku odbyły się 28 września. Były to wybory przedterminowe, spowodowane kryzysem politycznym związanym z procesem ratyfikacji traktatu lizbońskiego oraz sporami w koalicji rządowej pomiędzy ÖVP a SPÖ. Decyzja o rozwiązaniu została przegłosowana w dniu 9 lipca. Po raz pierwszy czynne prawo wyborcze przysługiwało osobom już od 16 roku życia.

## Sondaże
Wrzesień:
- SPÖ – 29%
- ÖVP – 27%

## Wyniki
Według wstępnych wyników zwycięstwo odniosła SPÖ – 28,6%. Kolejne miejsca zajęły: ÖVP – 25,1%, FPÖ – 17,9%, BZÖ – 11,9%. W opinii licznych komentatorów wyniki obu partii uznawanych za skrajnie prawicowe pozwalają stwierdzić, że są one największymi zwycięzcami tego głosowania.
Ostateczne rezultaty potwierdziły tendencje sondażowe: wybory wygrała SPÖ z wynikiem 29,43%, wyprzedzając ÖVP (25,99%), FPÖ (17,67%), BZÖ (10,77%) i Zielonych (10,11%).
|                                                 | Partia                                                                      | Głosy     | Zmiana  | Procent | Zmiana | Mandaty | Zmiana |
| ----------------------------------------------- | --------------------------------------------------------------------------- | --------- | ------- | ------- | ------ | ------- | ------ |
|                                                 | Socjaldemokratyczna Partia Austrii (Sozialdemokratische Partei Österreichs) | 1 398 620 | 265 366 | 29,43   | 8.30   | 57      | 11     |
|                                                 | Austriacka Partia Ludowa (Österreichische Volkspartei)                      | 1 235 116 | 381,377 | 26.00   | 8.30   | 51      | 15     |
|                                                 | Austriacka Partia Wolnościowa (Freiheitliche Partei Österreichs)            | 839 520   | 319 922 | 17.70   | 6.70   | 34      | 13     |
|                                                 | Sojusz na rzecz Przyszłości Austrii (BZÖ – Liste Jörg Haider)               | 511 547   | 292,858 | 10.80   | 6.70   | 21      | 14     |
|                                                 | Zieloni (Die Grünen – Die Grüne Alternative)                                | 480 536   | 39,594  | 10.10   | 0.90   | 20      | 1      |
|                                                 | Forum Liberalne (Liberales Forum)                                           | 96 359    | –       | 2.00    | –      | 0       | –      |
|                                                 | Bürgerforum Österreich                                                      | 84 083    | –       | 1,80    | –      | 0       | –      |
|                                                 | Komunistyczna Partia Austrii (Kommunistische Partei Österreichs)            | 36 139    | 11 439  | 0,80    | 0,20   | 0       | –      |
|                                                 | Unabhängige Bürgerinitiative Rettet Österreich                              | 34 756    | –       | 0,70    | –      | 0       | –      |
|                                                 | Chrześcijańska Partia Austrii (Die Christen)                                | 30 316    | –       | 0,60    | –      | 0       | –      |
|                                                 | Tierrechtspartei earth–human–animals–nature                                 | 2 058     | –       | 0,04    | –      | 0       | –      |
|                                                 | Lewica (Linke)                                                              | 2 057     | –       | 0,04    | –      | 0       | –      |
|                                                 | Dipl.-Ing. Karlheinz Klement                                                | 339       | –       | 0,01    | –      | 0       | –      |
|                                                 | Liste Stark                                                                 | 232       | 80      | 0,01    | –      | 0       | –      |
|                                                 | Razem                                                                       | 4 852 932 | -       | 100%    | -      | 183     | -      |
|                                                 | Frekwencja                                                                  | 76,6%     |         |         |        |         |        |
| Źródło: Bundesministerium für Inneres – (niem.) |                                                                             |           |         |         |        |         |        |

## Następstwa
W październiku prezydent Heinz Fischer zlecił liderowi SPÖ, Wernerowi Faymannowi, misję sformowania rządu. Austriaccy komentatorzy polityczni od początku wskazywali na duże prawdopodobieństwo utworzenia koalicji z chadecką ÖVP, na czele której tuż po wyborach stanął Josef Pröll uważany za skłonnego do kontynuacji współpracy z socjaldemokratami. W listopadzie przedstawiciele obu partii zapowiedzieli utworzenie wspólnego rządu.